# Artūras Kasputis
Artūras Kasputis (Klaipėda, 26 de febrer de 1967) va ser un ciclista lituà que fou professional entre 1992 i 2002. Combinà el ciclisme en pista amb la carretera, sent la seva especialitat les contrarellotges.
Com a ciclista amateur, i representant la Unió Soviètica, va prendre part en els Jocs Olímpics de Seül de 1988, en què guanyà la medalla d'or en la prova de persecució per equips junt amb Viatxeslav Iekímov, Dmitri Neliubin i Gintautas Umaras.

## Palmarès en pista
- 1985
  -  Campió del món júnior en Persecució
- 1988
  -  Medalla d'or als Jocs Olímpics de Seül en la prova de persecució per equips junt a Viatxeslav Iekímov, Dmitri Neliubin i Gintautas Umaras

## Palmarès en ruta
- 1987
  - 1r a la Volta al Marroc
- 1991
  - 1r al Circuito Montañés
  - 1r al Tour de Gévaudan
- 1992
  - 1r a la Ruta del Sud i vencedor d'una 1 etapa
  - 1r a la Chrono des Herbiers
- 1993
  - 1r al Gran Premi de Beuvry-la-Forêt
- 1994
  - Vencedor d'una etapa de la Ruta del Sud
- 1996
  - Vencedor d'una etapa del Critèrium del Dauphiné Libéré
- 1999
  - 1r al Circuit des Mines
- 2000
  - Vencedor d'una etapa dels Quatre dies de Dunkerque
  - Vencedor d'una etapa de la Volta a Dinamarca

### Resultats al Tour de França
- 1992. 71è de la classificació general
- 1994. 44è de la classificació general
- 1995. 75è de la classificació general
- 1997. 93è de la classificació general
- 2000. Abandona